# Krishnacapritermes
Krishnacapritermes es un género de termitas isópteras perteneciente a la familia Termitidae que tiene las siguientes especies:
1. Krishnacapritermes maitii
2. Krishnacapritermes thakuri